# Laugavegur

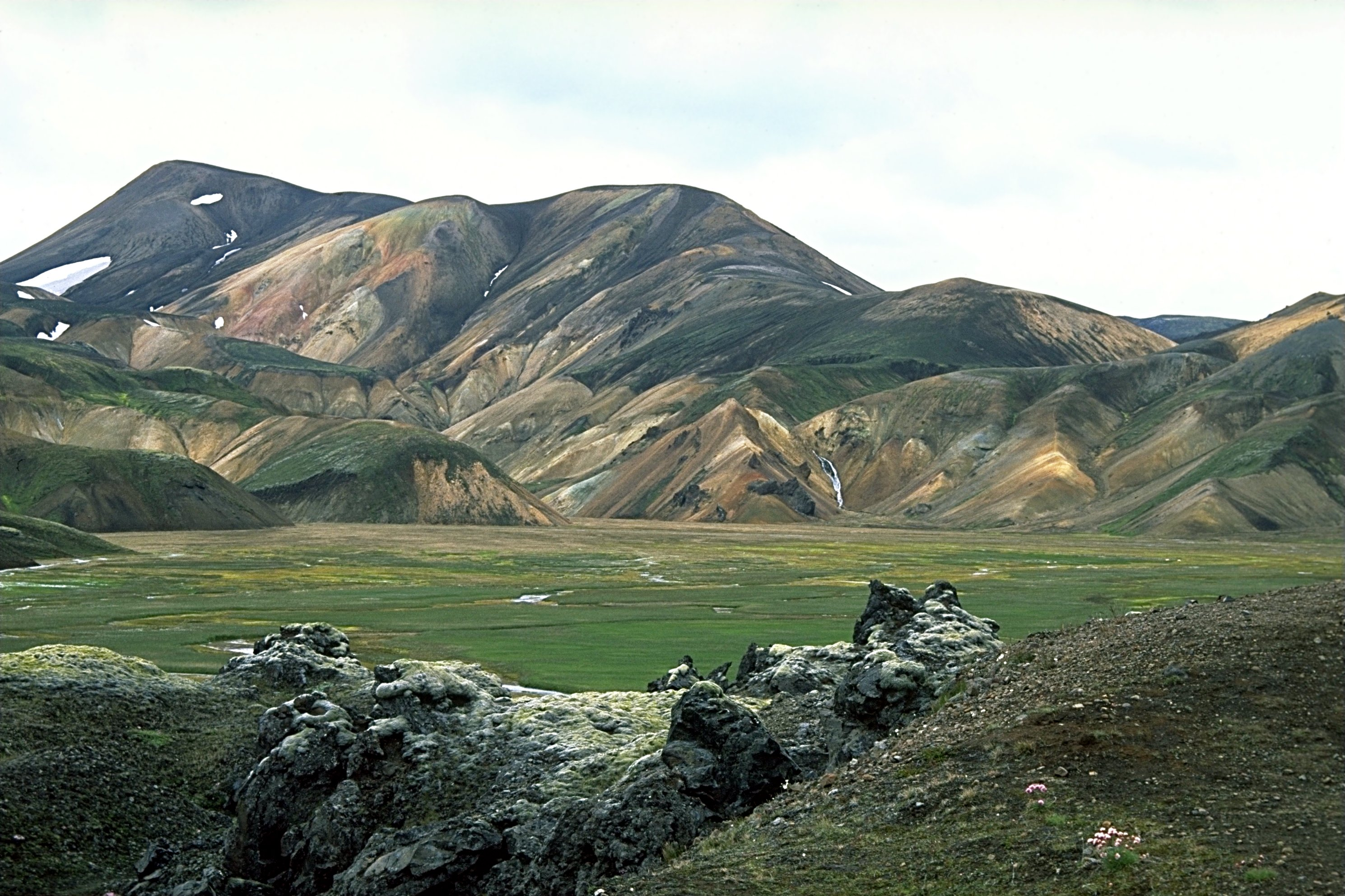
Las termas Landmannalaugar en Laugavegur

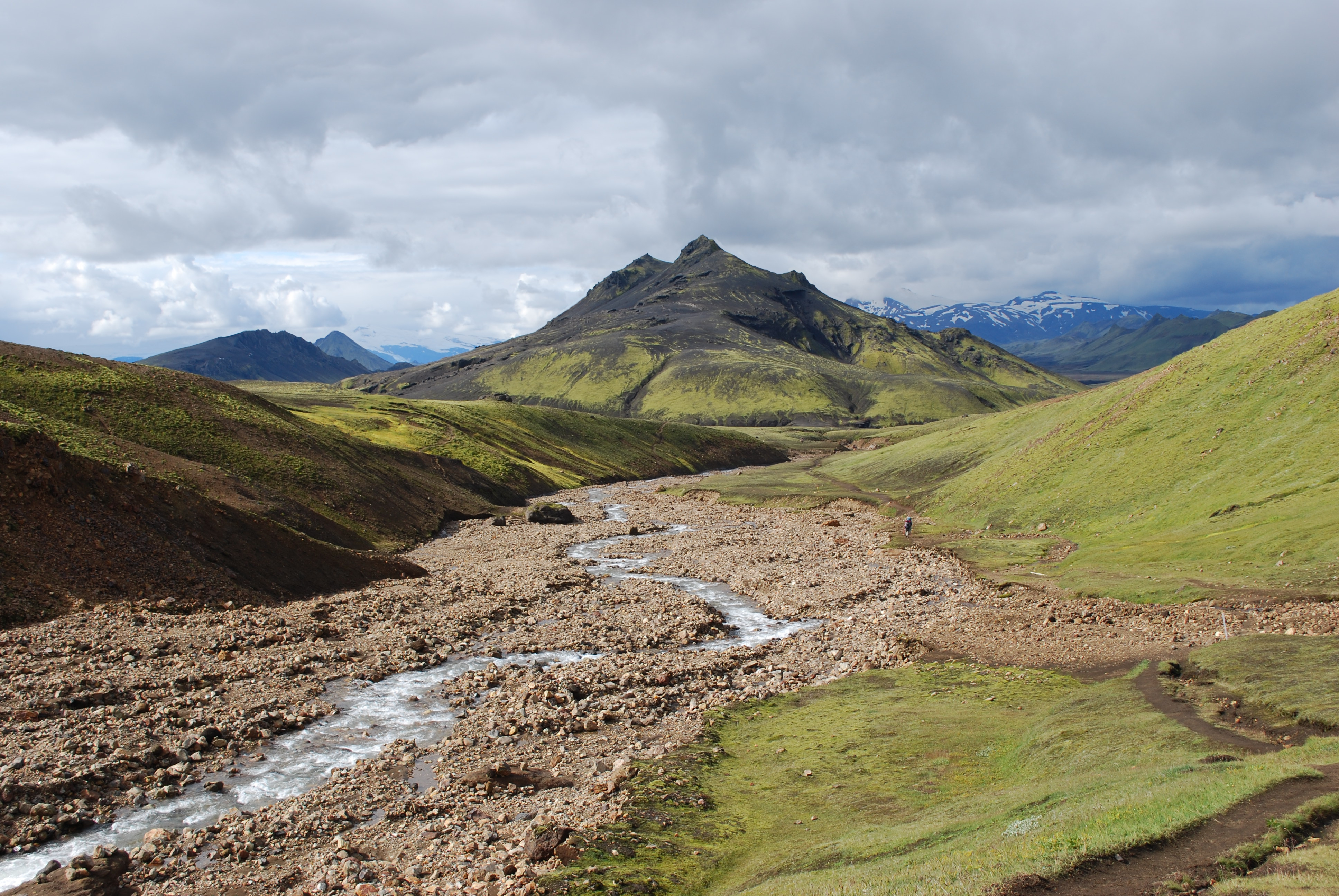
Paisaje visto desde el sendero

Laugavegur es una ruta de senderismo en el suroeste de Islandia desde la zona de aguas termales de Landmannalaugar (63 ° 59'28 "N 19 ° 03'37" W) hasta el valle glacial de Þórsmörk (63 ° 42'10 "N 19 ° 25'38 "W). Se destaca por la gran variedad de paisajes a lo largo de sus 55 kilómetros. El trayecto se completa comúnmente en 2-4 días con posibles paradas en las cabañas de montaña en Hrafntinnusker, Álftavatn, Hvanngil y Emstrur. Una ultramaratón pasa por la ruta cada julio. Es posible combinar la caminata con la ruta de Fimmvörðuháls que pasa sobre el paso de Þórsmörk a Skógar por uno o dos días adicionales o 25 kilómetros adicionales. Landmannalaugar, Þórsmörk y Skógar son accesibles en autobús durante el verano. Un autobús de Hella conecta con Álftavatn una vez al día durante el verano.